# ساعة مائية

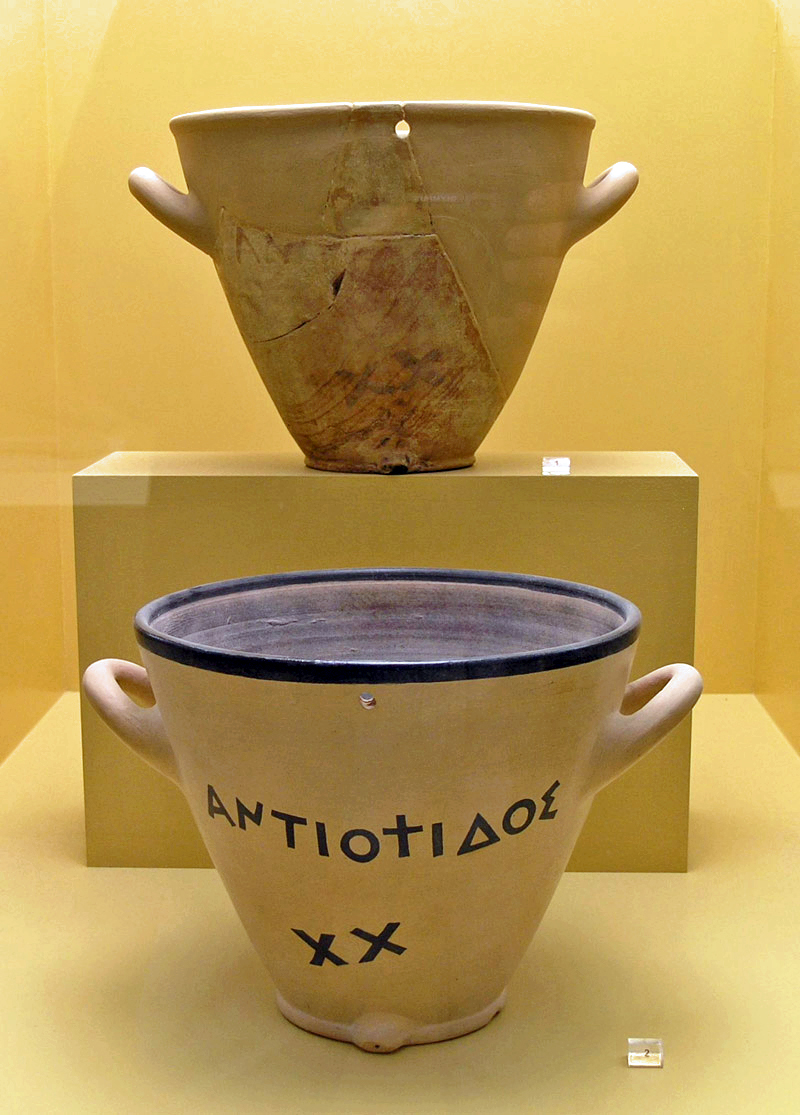
ساعة مائية بدائية.

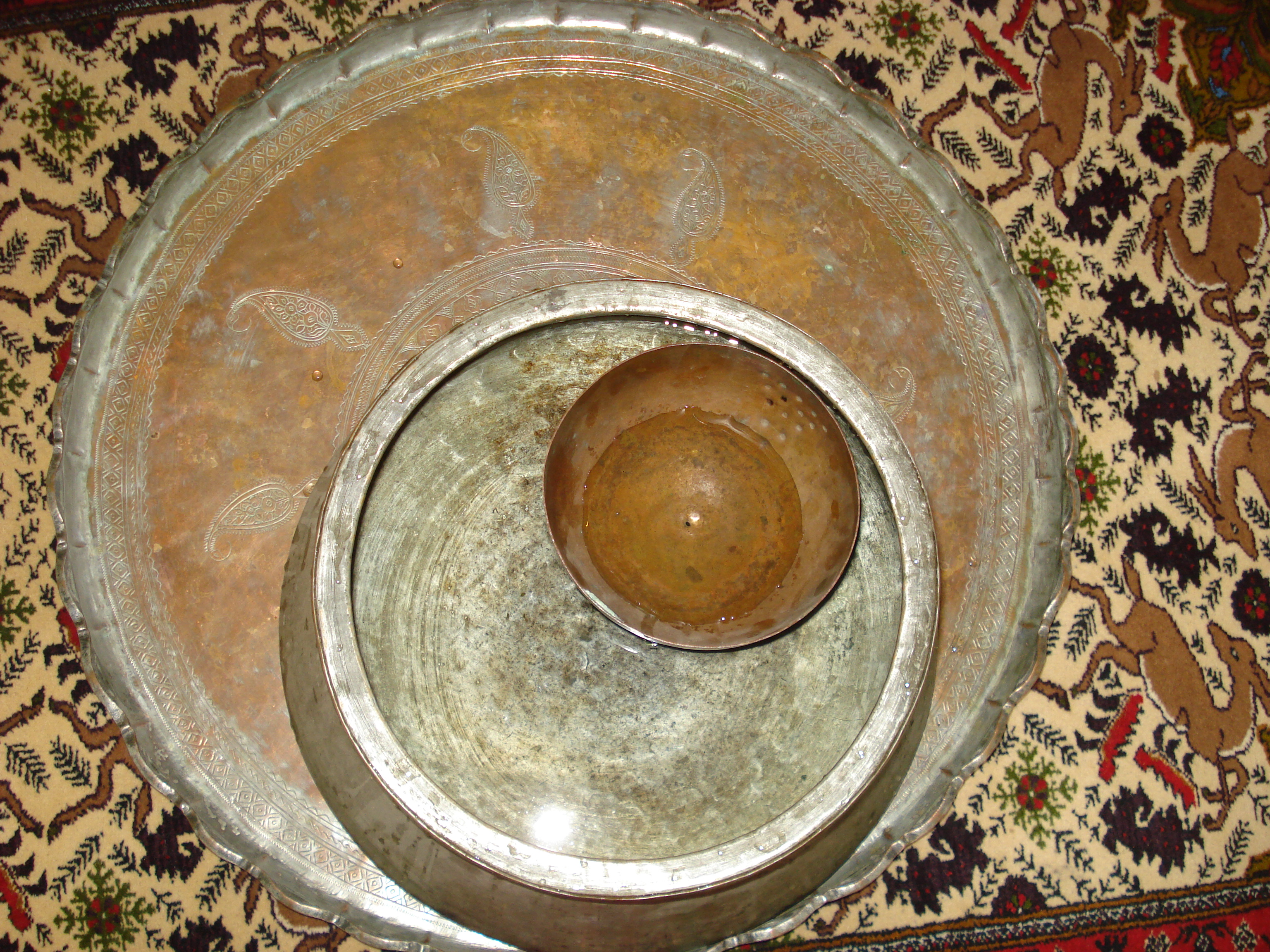
ساعة مائية من زيبد.

السّاعة المائيّة  أداة تقوم لقياس الوقت عن طريق تنظيم تدفق سائل معين إلى داخل جرة أو خارجها بحسب نوع الجريان.
الساعات المائية، بالإضافة إلى الساعات الشمسية، هما على الأرجح أقدم أدوات قياس الوقت، إذا ما استثنينا العقرب الرأسي وعصا الإحصاء لعدّ الأيام. إن زمان ومكان اختراع الساعتين غير معروفة، وقد يبقى غير معروفاً بسبب قدمها.الوعاء الذي تتدفق منه السوائل، هو من أبسط أشكال الساعات المائية، وقد وجدفي العديد من المناطق في العالم القديم، بما في ذلك الهند والصين والحضارة البابلية، فهناك أدلة على ظهور الساعات المائية لديها في وقت مبكر، ولكن صحة اليقين من التاربخ هي أقل. إلا أن بعض المؤلفين يكتبون بأن الساعات المائية ظهرت في الصين اعتبارا من 4000 سنة قبل الميلاد.
الإغريق والرومان ساهموا في تحسين تصميم الساعات المائية لتشمل الـ clepsydra التي تتدفق إليها السوائل بالإضافة إلى نظام التغذية الرّاجعة، والمسنّنات، وآلية ميزان الساعة، والتي كانت كلها موصولة إلى دمية ذات حركة آلية والتي أسفرت عن تحسين الدقة.تم تحقيق مزيد من التقدم في بيزنطة وبخاصة في العالم الإسلامي، حيث أُدرج للساعات المائية أجزاء معقدة ومسنّنات دائريّة وعجلات المياه بالإضافة إلى القابلية للبرمجة. كل هذ التطورات والتحسينات شقت طريقها في نهاية المطاف إلى أوروبا.وبشكل مستقل، طور الصينيون ساعات مائية متقدمة خاصة بهم، تتضمن مسنّنات وآليات تساعد على الحركة في إتجاه واحد، وعجلات مياه. ومرروا أفكارهم إلى كلًّ من كوريا واليابان.
تم وضع تصاميم الساعات المائية بشكل مستقل، وتم نقل تلك المعرفة من خلال انتشار التجارة.ولقد تم تعيير هذه الساعات المائية البدائية باستخدام الساعة الشمسيّة.وعلى الرغم من أن هذه الساعات المائية لم تصل إلى مستوى الدقة في ضبط الوقت كما هو الحال اليوم، إلا أنها كانت أكثر الأجهزة دقة واستخداماً في ضبط الوقت لآلاف السنين، حتى تم استبدالها بساعات بندولية أكثر دقة في أوروبا في القرن الثامن عشر.

## مصر

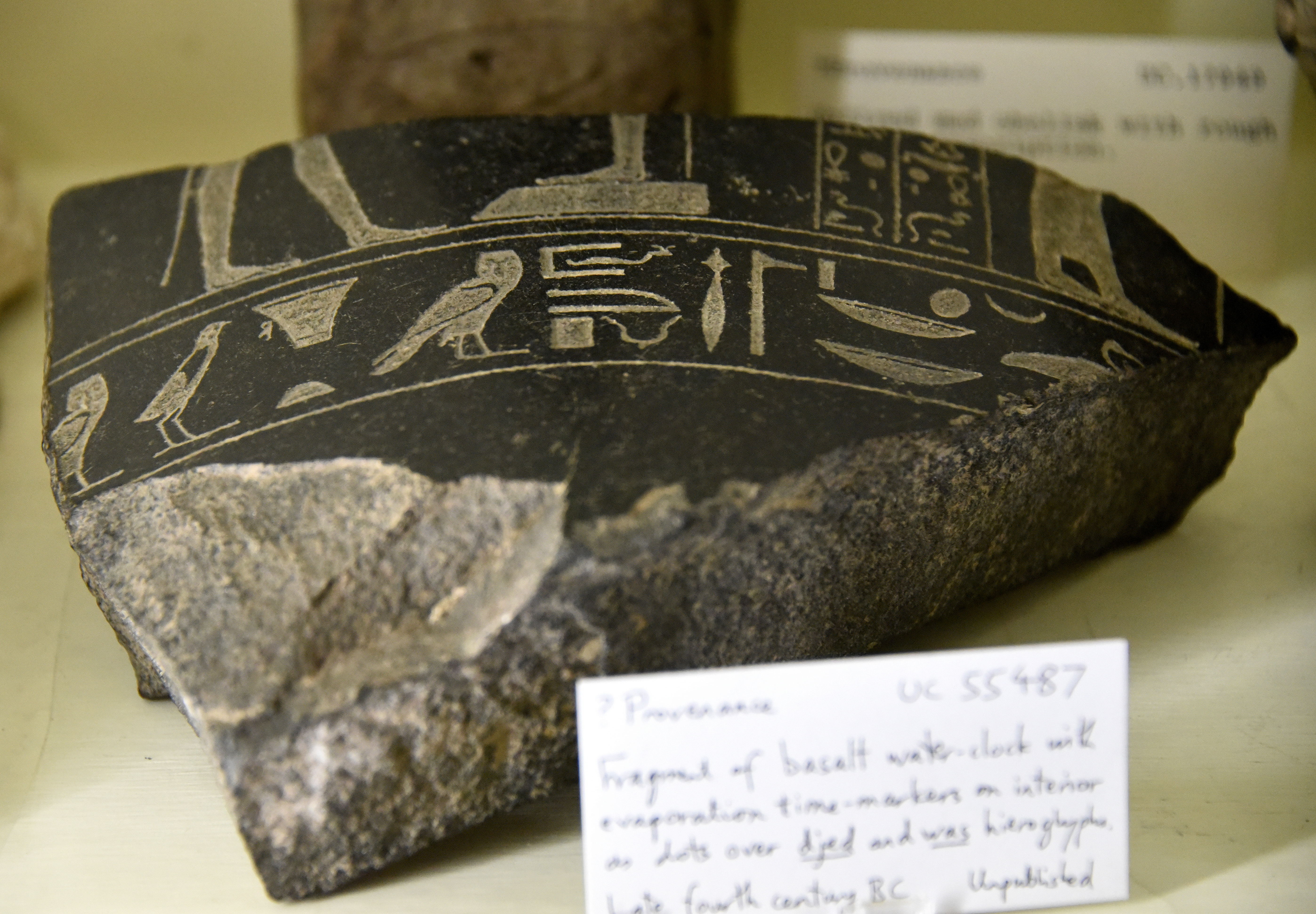
جزء من بازلت ساعة مائية، مع علامات وقت التبخر على الداخل كنقاط على عمود جد وصولجان واس الهيروغليفي. الفترة المتأخرة، الأسرة الثلاثين. من مصر. متحف بتري للآثار المصرية ، لندن

أقدم ساعة مائية يوجد دليل مادي عليها يرجع إلى الفترة التاريخية 1417-1379 قبل الميلاد. في عهد أمنحتب الثالث حيث كانت تستخدم في معبد آمون رع في الكرنك. أقدم الوثائق المعروفة عن الساعة المائية هو نقش ضريح أمنمحات وقد كان مسؤولاً في حكمة مصرية في القرن السادس عشر ق.م، والذي يعرف عنه على أنه المخترع. هذه الساعات المائية البسيطة، والتي كانت من النوع الذي يتدفق إلى الخارج، كانت تتكون من أواني حجرية مع انحدار المياه من الجانبين بحيث سمح بالتنقيط بمعدل ثابت تقريباً من ثقب صغير بالقرب من القاع. كان هناك اثنا عشر عاموداً منفصلة مع علامات باستمرار متباعدة في الداخل لقياس مرور «الساعات» عندمايصل منسوب المياه إلى هذه الأعمدة.الأعمدة كانت لكل شهر من الأشهر الإثني عشر للسماح بالاختلافات الموسمية في الساعات. هذه الساعات كانت تستخدم من قبل الكهنة لتحديد الوقت في الليل حتى يتسنى لهم القيام بطقوس المعبد وتقديم التضحيات في الوقت الصحيح. قد تكون هذه الساعات قد استخدمت في وضح النهار أيضاً.

## بابل
في بابل، كانت الساعات المائية من النوع الذي يتدفق للخارج، وكانت اسطوانية الشكل. واستخدامت الساعة المائية كمساعدة على حساب التواريخ الفلكية، في الفترة البابلية القديمة (2000 ق.م - 1600 ق.م)
فإن معظم الأدلة على وجودها يأتي من كتابات على ألواح الطينية في حضارات ما بين النهريين من الاواح الطينية المتشفة في العراق وسوريا. مجموعتين من الألواح، على سبيل المثال، هي إنوما - أنو - إنليل [Enuma-Anu-Enlil ] في الفترة التاريخية (1600-1200 ق.م)، والمول.ابين نص مول أبين في القرن السابع قبل الميلاد. في هذه الألواح، الساعات المائية استخدمت للدفع لحراس الليل والنهار.
هذه الساعات كانت فريدة من نوعها، كما أنها لا تملك مؤشرا مثل اليدين (كما هو مستخدم اليوم) أو الشقوق المسننة. بدلاً من ذلك، فإن هذه الساعات قاست الوقت «باستخدام ثقل المياه المتدفقة من» الساعة. وقد تم قياس الحجم باستخدام وحدة تسمى qa.والوزن، مانا mana (الوحدة اليونانية لنحو باوندواحد)، هو وزن الماء في الساعة المائية.
ومن المهم أن نلاحظ أنه خلال الفترة البابلية، كان الوقت يقاس باستخدام الساعات الزمانية. لذلك، مع تغير الفصول، كان طول اليوم يتغير. «لتحديد طول 'الحراسة الليلية' في انقلاب الشمس الصيفي، كان على الشخص أن يصب اثنين مانا من المياه إلى clepsydra[ساعة مائية] أسطواني، وفراغه يعني انتهاء وقت الحراسة.سدس من مانا كان لا بد من إضافته كل نصف الشهر. في الاعتدال، ثلاثة مانا كان ينبغي أن تفرغ من أجل جعلها مطابقة لحراسة واحدة، وأربعة مانا افرغت عن كل ساعة حراسة من ليل الشتاء».

### بلاد فارس
وفقًا للمؤرخ الإغريقي كاليسثينيس، فقد كان الفرس يستخدمون الساعات المائية عام 238 ق.م، للتأكد من التوزيع الدقيق للماء من قنوات الري إلى الأراضي الزراعية. يرجع استخدام الساعات المائية في إيران، وخاصة قناة الري- الجنابد-زيبد، إلى عام 500 ق.م. وقد استخدموها لتحديد أعيادهم الدينية قبل الإسلام كعيد النوروز والتشيلاه واليلدا. كانت الساعات المائية التي استخدمها الفرس، من أكثر آلات قياس الوقت القديمة عملية في تحديد القويم السنوي.
وقد وصلت الساعاة المائية الفارسية فنجان، إلى درجة من الدقة تقترب من المعايير الحالية لتقدير الوقت. وقد استخدموها لحساب قدر الوقت الذي يحتاجه المزارع للسماح للماء بالعبور إلى مزرعته عبر قناة الري أو من البئر، وظلت تستخدم حتى استبدلت بساعة أخرى أكثر دقة. ولأهمية الدقة في التوزيع، كان الفرس يختارون أشخاص من كبار السن ممن يتصفون بالعدل والمهارة، لإدارة الساعة المائية، وأحيانًا كان يتناوب على الأمر شخصان لإدارة الأمر على مدار الساعة يوميًا. كان الفنجان عبارة عن قدر كبير ممتلئ بالماء، مع مزهرية مثقوبة في منتصفها. وعندما تمتلئ المزهرية بالماء، تغرق في القدر، عندئذ يفرغها الشخص الذي يتولى الساعة ثم يضعها مجددًا على سطح الماء في القدر. يقوم الشخص حينئذ بحساب عدد مرات امتلاء المزهرية بوضع حصوة صغيرة كل مرة في جرة مجاورة. كان المكان الذي توضع فيه تلك الساعة يعرف باسم خانه فنجان. وكان عادةً على سطح مبنى عام، له نوافذ شرقية وغربية لمعرفة أوقات الشروق والغروب.
كان هناك آلة أخرى لقياس الوقت تدعى الأسطرلاب، ولكنها كانت تستخدم في معتقداتهم الدينية، ولم تكن عملية ليستخدمها المزارعون. ظلت ساعة زيبد المائية تستخدم حتى عام 1965، عندما استبدلت بالساعات الحديثة.
فنجان أو كاس الذي في وسطها منفذ ووعاء مملو من الماء وشخص للمراقبة واعداد.

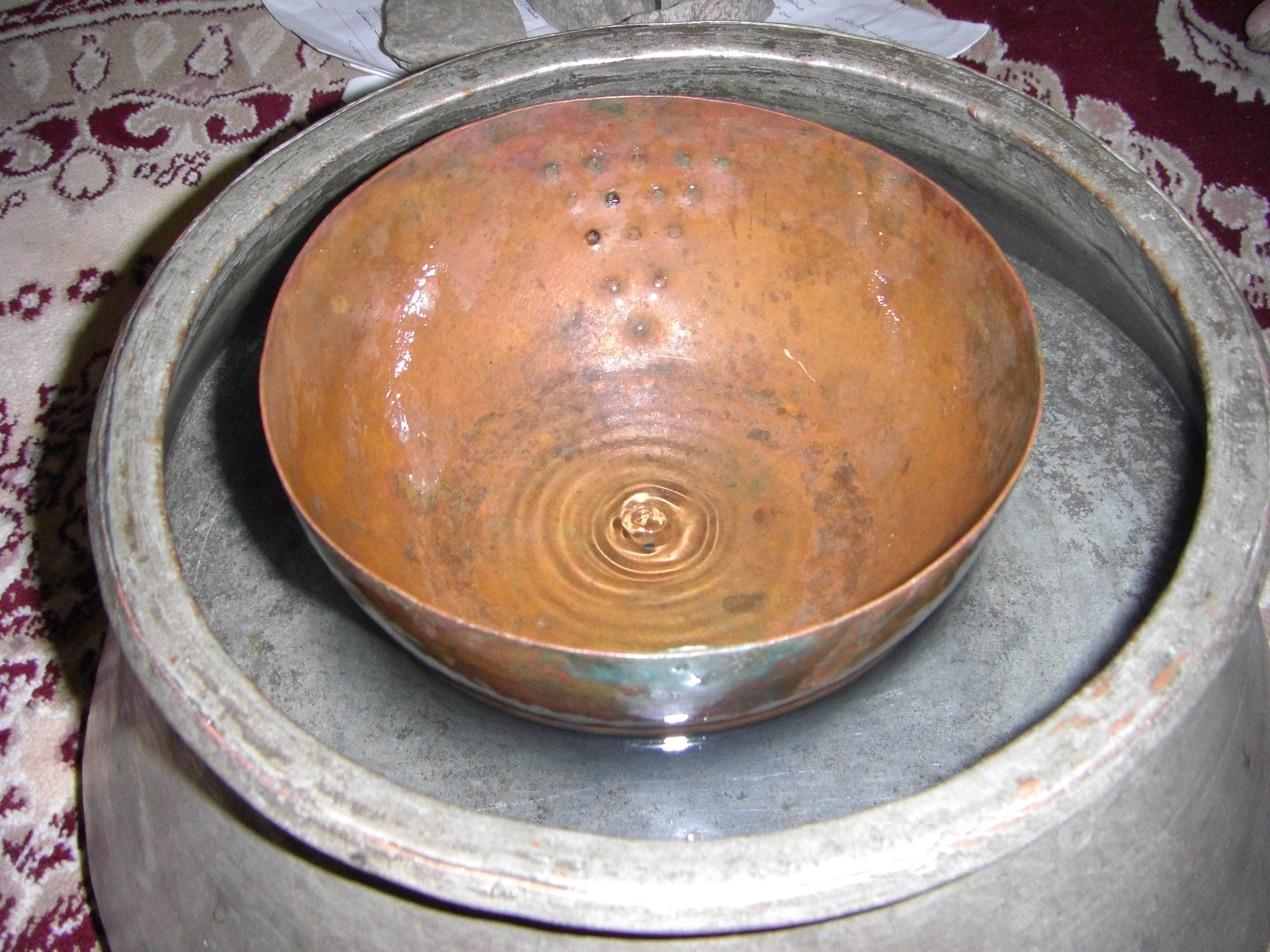
ساعة المائية قناة الري -زيبد-

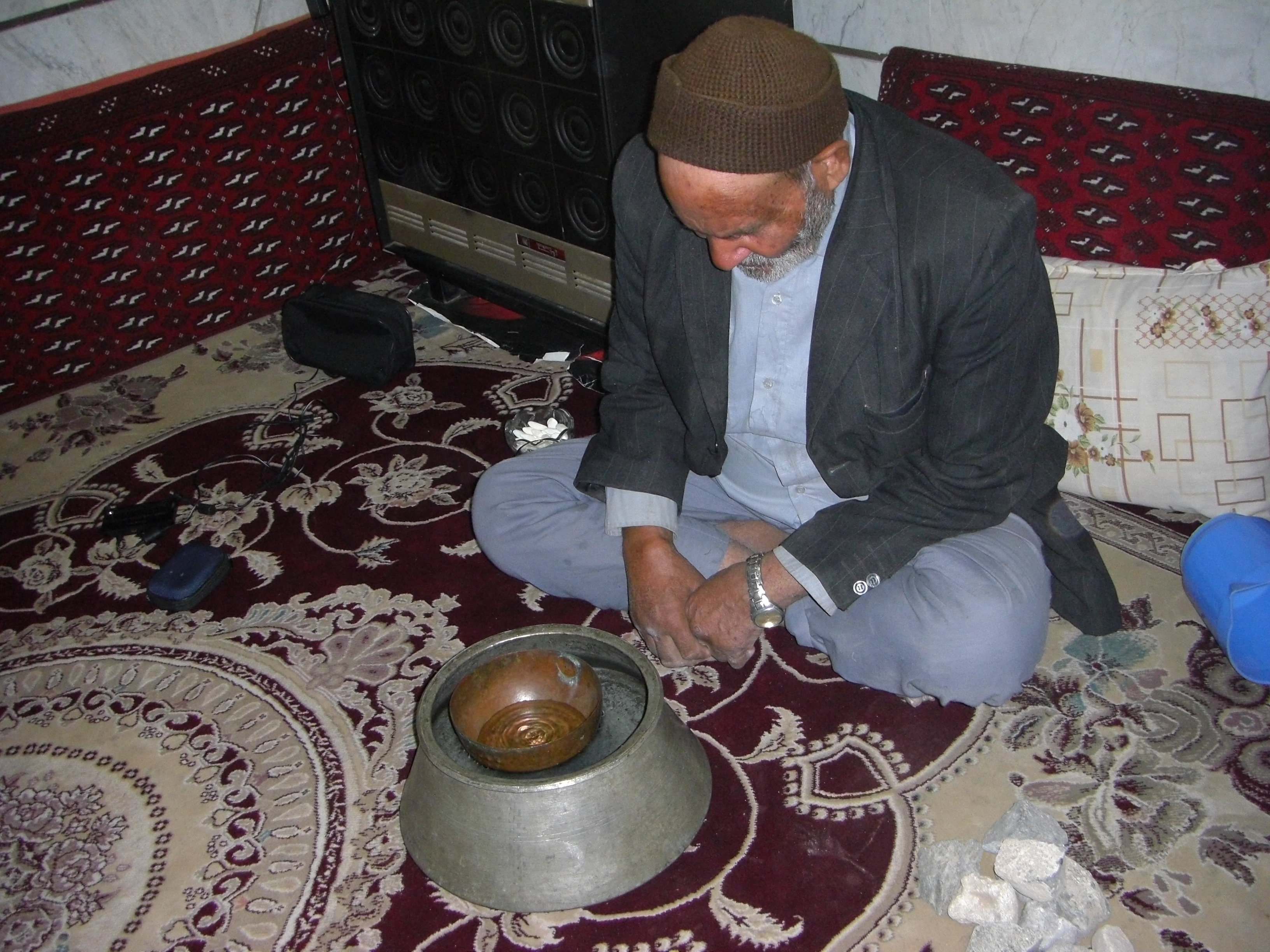
مدير MirAab.manager of water clock Iranب

- confrence of Qanat in Iran - water clock in persiaآفتابد1383

كان هناك في إيران يستعملون اسطرلاب للتوقيت في بعض الاحيان ولكن هذه كانت فقط في بلاط وما كان شائعاً ك ساعة المائيه.
.
ساعة المائيه في قناة زيبد كان يستعمل منذ ألف سنة حتي سنة 1950 وخلفها ساعة جديد الصنع

## الهند
كاميسوارا راو N. Kameswara Rao يشير إلى أن الأواني المستخرجة من موهنجدارا موهينجو دارو قد تكون استخدمت في الساعات المائية، فهي مدببة في الجزء السفلي، وتحتوي حفرة على الجانب، ومشابهة لإناء يستخدم لأداء abhishekam(صب الماء المقدس) على شفالينجام.
ناراهاري عخان وسوبهاش كاك أشاروا إلى أن استخدام الساعة المائية في الهند القديمة هو مذكور في آثارفافيدا من قبل الألفية الثانية.
غاثي أو كبالا (clepsydra أو الساعة المائية) هي المشار إليها في جيوتشا Jyotisha فيدانجا Vedanga، حيث كمية المياه التي تقيس nadika (أربع وعشرون دقيقة) مذكور. وشكل أكثر تطورا من clepsydra الموصوفة في الفصل الثالث عشر، 23 من سورياسدهانتا .
في نالاندا، وهي الجامعة البوذية، فقد تم قياس أربع ساعات يوميا، وأربع ساعات في الليل باستخدام الساعة المائية، والتي تتألف من وعاء من النحاس ممسكاً اثنين من العوامات الكبيرة في وعاء أكبر مملوء بالماء. وكان يملء الوعاء بالماء من ثقب صغير في قاعه، ويغرق عندما يُملأ تماما وتميز بضرب الطبول في وضح النهار. كمية المياه المضافة تختلف باختلاف الموسم وهذه الساعة كانت تعمل من قبل طلبة الجامعة.
وصف الساعة المائية في Varahimira منجمة في Pancasiddhanti يضيف المزيد من التفاصيل لحساب معين في Suryasiddhanta. مع الوصف الذي قدمه عالم الرياضيات براهماغوبتا في عمله سيندهانتا يطابق مع تلك التي أعطيت في Suryasiddhanta. الفلكي لالّتشاريا Lallacharya يصف هذه الأداة بالتفصيل. في الممارسة العملية، تم تحديد الأبعاد بالتجربة.

## الصين

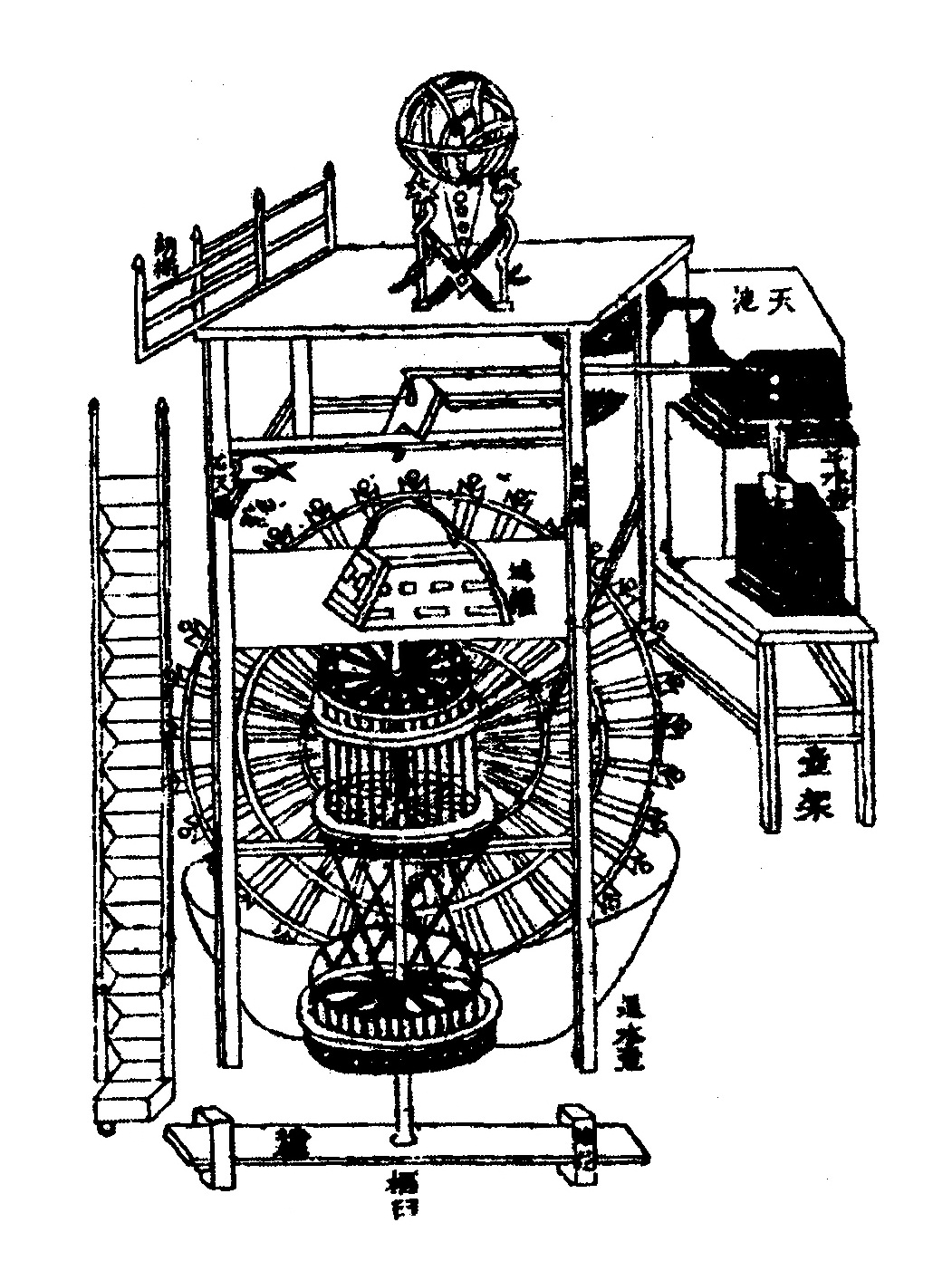
الساعة المائية لسو سونغ، وتتميز بخزان clepsydra

في الصين، وكذلك في جميع أنحاء شرق آسيا، كانت الساعات المائية مهمة جدا في دراسة علم الفلك وعلم التنجيم. أقدم مرجع يأرّخ استخدام الساعة المائية في الصين يرجع إلى القرن السادس قبل الميلاد. ابتداء من حوالى 200 سنة قبل الميلاد، تم استبدال clepsydra ذات التدفق الخارجي في كل مكان تقريبا في الصين بنوع ذو تدفق داخلي مع مؤشر محمول على عوامة.
هوان تان (40 قبل الميلاد - 30 بعد الميلاد)، أمين في محكمة ومسؤول عن الساعة المائية آنذاك، كتب أنه قارن الساعة المائية مع الساعات الشمسية بسبب درجات الحرارة والرطوبة وتأثيرها في دقتها، مما يدل على أن الآثار المترتبة على التبخر، وكذلك من درجة الحرارة على السرعة التي تتدفق فيهاالمياه، كانت معروفة في ذلك الوقت. في 976، تعّرض تشانغ سكسان لمشكلة المياه في تجميد الساعة المائية في الطقس البارد وذلك باستخدام الزئبق السائل بدلا من الماء. مرة أخرى، بدلا من استخدام المياه، وأوائل عهد أسرة مينغ مهندس زان إكسيوان (c. 1360-1380) صنع ساعة تعمل على الرمل، وتم تحسينها بواسطة تشو شوكسو (1530-1558).
استخدام الساعة المائية لصنع آليات توضح الظواهر الفلكية بدأت مع تشانغ هنغ (78-139) في 117، والذي وظّف أيضا دولاب الماء.  وكان تشانغ هنغ هو الأول في الصين الذي يضيف خزان تعويض إضافي بين الخزان وتدفق الوعاء، والتي حلت مشكلة وقوع رأس الضغط في الخزان الأحتياطي. براعة تشانغ أدت إلى خلق ساعة تعمل على عجلة ماء مع أداة تساعد على الحركة في إتجاه واحد من قبل يي شينغ (683-727) ويانغ لينجزان في 725. نفس الآلية استخدمها سونغ سو (1020-1101) في عام 1088 ليشغل ساعته الفلكية البرج، فضلا عن البدلات.  برج الساعة التابع لسونج سو، طوله أكثر من 30 قدم، ويمتلك كرة برونزية تحرّك يدوياَ للملاحظات، وكرة دائرية تتحرك بشكل أوتوماتيكي، وخمس لوحات أمامية مع أبواب تسمح بعرض التغييرات في الدمية التي تقرع الأجراس، وحملت ألواح تشير إلى الساعة أو غيرها من الأوقات الاستثنائية لليوم.
اليوم، في بكين،برج الطبل، الساعة المائية ذات التدفق الخارجي تعمل ويتم عرضها للسياح. إنها متصلة بدمية ذاتية الحركة بحيث كل ربع ساعة تعمل هذه الدمية على ضرب قطعة النحاس الممسكة بها.

## العالَم الروماني اليوناني

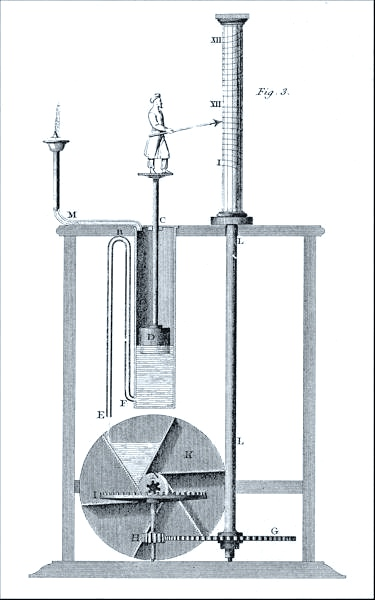
رسمة توضيحية في وقت مبكر من القرن 19th للساعة المائية صُنع ستيسيبيوس في القرن الثالث قبل الميلاد.المؤشر يصعد ساعة خلال تدفق المياه فيها.

في اليونان، كانت الساعة المائية معروفة بclepsydra (سارق الماء). أما الإغريق فقد تقدموا بشكل كبير فيما يخص الساعة المائية من خلال معالجة مشكلة التدفق المتناقص. لقد أدخلوا عدة أنواع من clepsydra التدفق الداخلي، واحدة من التي شملت أقدم أنواع أنظمة التحكم ذات التغذية الراجعة. ستسيبياص ستيسيبيوس اخترع نظام مؤشر نموذجي للساعات في وقت لاحق مثل قرص الساعة والمؤشر. والمهندس الروماني فيتراف فيتروفيو وصف ساعات المنبه في وقت مبكر، أنها تعمل على الابواق.
من الساعات المائية الشائع استخدامها هي الساعة المائية البسيطة ذات التدفق الخارجي. هذا الوعاء الخزفي الصغير كان له ثقب في جانبه بالقرب من القاعدة. في كل من اليونان والرومان، كان هذا النوع من الساعات المائية يستخدم في المحاكم من أجل تخصيص فترات زمنية للمتكلمين. في القضايا الهامة، عندما تكون القضية تهم حياة شخص على سبيل المثال، كان يتم ملؤها.ولكن، في الحالات البسيطة، كان يتم ملؤها جزئيا فقط.إذا كانت الدعوى قد انقطعت لأي سبب من الأسباب، مثل فحص الوثائق، فإن الفتحة الموجودة بالساعة يتم إغلاقها بالشمع حتى يكون الشخص قادرا على استئناف مرافعته.
في القرن الرابع قبل الميلاد، كان من المعروف أن الساعة المائية استخدمت كساعة توقف لفرض مهلة زمنية على العملاء في بيوت الدعارة الأثينية.  قليلا في وقت لاحق، في وقت مبكر من القرن الثالث قبل الميلاد، الطبيب الهلنستي Hellenistic هيروفيلوس Herophilos قام بتوظيف الساعة المائية المحمولة في زياراته في الإسكندرية لقياس نبضات قلب مرضاه بمقارنة المعدل حسب الفئة العمرية مع مجموعات البيانات التي تم الحصول عليها تجريبيا، كان قادرا على تحديد شدة الاضطراب.
بين 270 قبل الميلاد و500 ميلادي، الهلنستي (ستيسيبيوس، أرخميدس) وصنّاع الساعات في روما وعلماء الفلك كلهم عملوا على تطوير الساعة المائية.الإضافة المعقدة كانت تهدف إلى تنظيم التدفق وفي عرض أفضل لمرور الزمن. على سبيل المثال، بعض الساعات المائية كانت ترن الجرس وغونغ، بينما أخرى فتحت الأبواب والنوافذ لاظهار تماثيل من الناس، أو مؤشرات، وأوجه. حتى البعض عرض نماذج فلكية للكون. في القرن الثالث قبل الميلاد المهندس فيلو البيزنطي أشار في أعماله إلى الساعة المائية بالفعل مزودة بآلية ميزان الساعة، أحدث نوع معروف آنذاك.
ان أكبر انجاز للاختراع clepsydrae خلال هذا الوقت، ومع ذلك، كان من Ctesibius من خلال إدماج دولاب مسنَّن ومؤشر من أجل إظهار الوقت تلقائيا وتغير أطوال الأيام على مدار العام، وذلك بسبب ضبط الوقت الزماني المستخدمة خلال وقته آنذاك.
أيضا، عالم الفلك اليوناني، أندرونيكوس من قورش، أشرف على بناء Horologion (ساعته الخاصة)، المعروفة اليوم باسم برج الرياح، في سوق أثينا (أو أغورا) في النصف الأول من القرن الأول قبل الميلاد. هذا المثمّن برج الساعة أظهر للعلماء والمتسوقين على حد سواء المزولة ومؤشرات الساعة الميكانيكية. وتضمن 24 -- ساعة clepsydra ميكانيكية ومؤشرات للرياح الثمانية والتي حصلت على اسمها منها، وعرض أيضاَ مواسم السنة الفلكية والتواريخ والفترات.

## كوريا

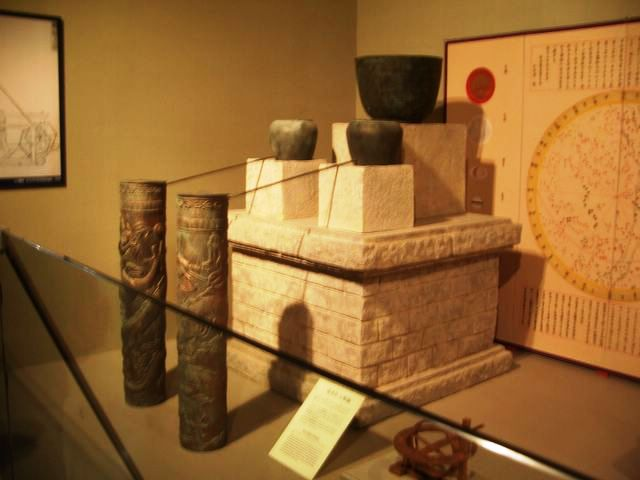
نموذج مصغر غير كامل لساعة ماء جانغ يونغ ذاتية الضرب.

في كوريا، ضبط الوقت كان واجب ملكي وامتياز ملكي من الملوك الثلاثة للكورية الفترة (37 قبل الميلاد) فصاعدا. في 1434 خلال تشوسون (أو جوسون) اسرة شانغ يونغسل (أو جانغ يونغ سيل)، حارس القصر وفي وقت لاحق مهندس المحكمة الرئيسية، شيد الChagyongnu (الساعة المائية ذاتية الضرب أو clepsydra الضاربة) للملك سيجونغ. ما جعل الChagyongnu ذاتية-الضرب (أو تلقائية) هو استخدام آلية الرفع، التي من خلال ثلاث شخصيات خشبية (الرافعات) تضرب الأجسام للإشارة إلى الوقت. هذا الابتكار لم يعد بحاجة للاعتماد على العاملين، المعروفين باسم «الرجل الديك»، لتغذيته باستمرار. وصولاَ إلى 554، انتشرت الساعة المائية من كوريا إلى اليابان. استخدمت الساعات المائية وتم تحسينها في جميع أنحاء آسيا بشكل جيد في القرن الخامس عشر.

## الساعات المائية الإسلامية والعربية

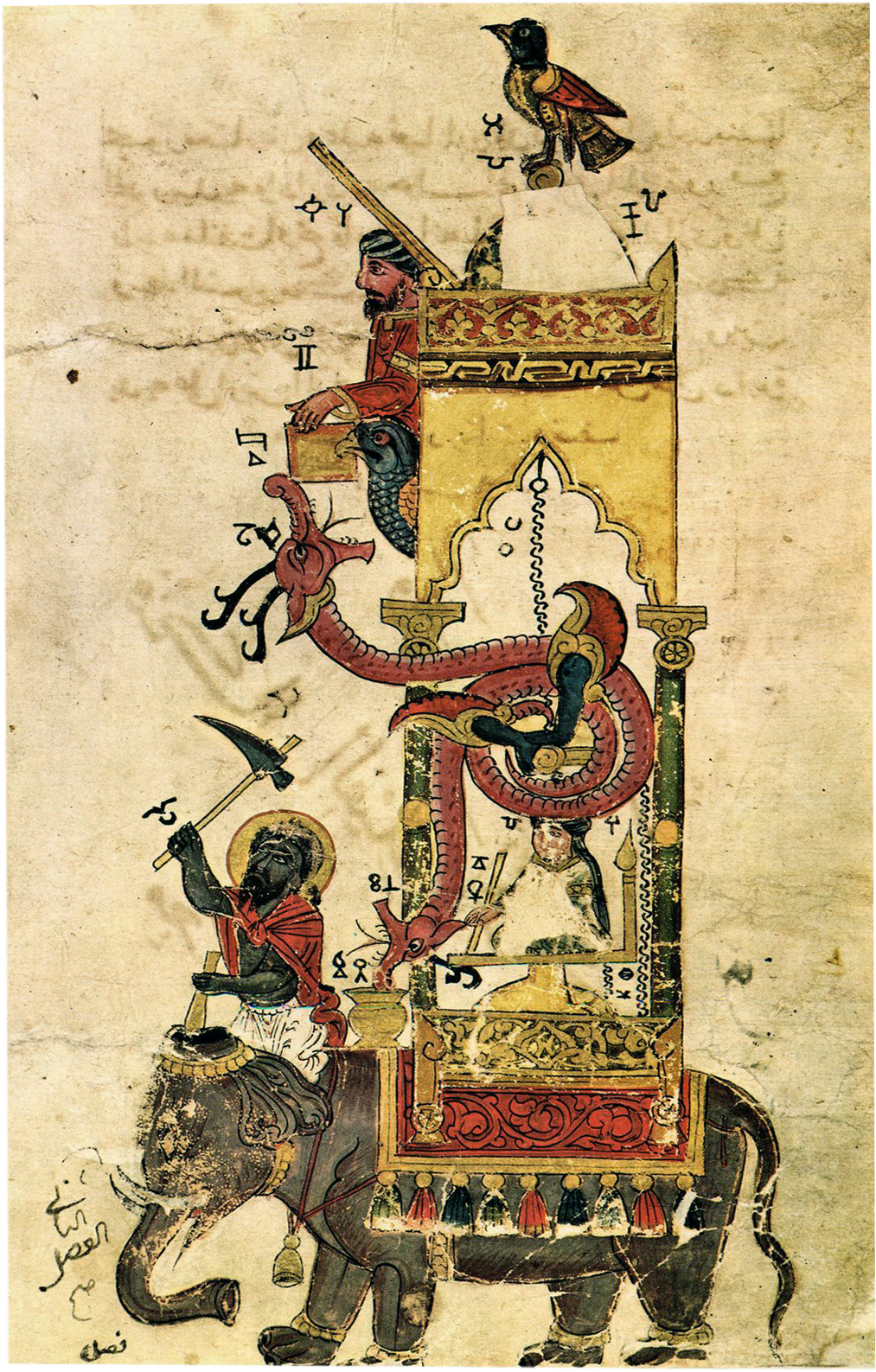
الساعة المائية للجزري (الساعة الفيل)(1206). [59

في العالم الإسلامي في العصور الوسطى (632-1280)، استخدام الساعات المائية له جذوره من أرخميدس خلال الفترة البيزنطية. والساعات المائية من قبل الجزري الدي عاش في اعالي الجزيرة السورية، مع ذلك، لها الفضل في الذهاب «إلى ما وراء أي شيء» سبقتها.
في اطروحة الجزري 1206، يصف أحد ساعاته المائية، ساعة الفيل. الساعة سجلت مرور الساعات الزمنية، مما يعني أن معدل التدفق كان لا بد من تغيره يوميا ليتناسب مع الاطوال المتفاوتة للأيام على مدار العام.لإنجاز هذا، كان للساعة خزانان، خزان علوي له علاقة في آليات الوقت والجزء السفلي له علاقة في التحكم في التدفق المنظم.عند الفجر يفتح الصنبور وتتدفق المياه من الخزان العلوي إلى الخزان السفلي من خلال تعويم منظم الذي يحافظ على ضغط ثابت في خزان المستقبل[5].
الساعة المائية والساعة الفلكية الأكثر تطورا كانت ساعة آل الجزري الساعة القلعة، التي تعتبر مثالا مبكراَ عن الكمبيوتر التناظري القابل للبرمجة، في 1206. كان جهاز معقد حيث كان ارتفاعه حوالي 11 قدم، وكان له وظائف متعددة جنبا إلى جنب مع ضبط الوقت. لقد تضمن عرضا لمنطقة البروج ومدارات الطاقة الشمسية والقمرية، ومؤشر في شكل هلال الذي سافر عبر الجزء العلوي من البوابة، وانتقل المؤشر بعربة خفية والذي تسبب في فتح الأبواب الأوتوماتيكية، كاشفاً عن دمية، كل ساعة. كان من الممكن إعادة برمجة طول النهار والليل كل يوم من أجل حساب الأطوال المتغيرة ليلا ونهاراً على مدار السنة، احتوت أيضا على خمسة من الموسيقيين الآليين حيث كانوا يعزفون الموسيقى تلقائيا عندما تنتقل بالعتلات التي تديرها عمود الحدبات المخفية معلقة على عجلة المياه. وتشمل المكونات الأخرى للساعة القلعة الخزان الرئيسي مع عوامة، وغرفة تعويم ومنظم التدفق، لوحة وصمام الحوض الصغير، واثنين من البكرات، القرص الهلالي العارض للبروج، واثنين من الصقور المبرمجين يسقطون الكرات في المزهريات.
الساعات المائية الأولى التي توظّف تداوير مسننة معقدة اخترعت على يد المهندس العربي بن خلف آل المرادي في ايبيريا الإسلامية حوالي 1000. ساعاته المائية كانت تدفعها عجلة مائية، كما هو الحال أيضا بالنسبة للساعات المائية الصينية في القرن الحادي عشر. الساعات المائية المقارنة بنيت في دمشق وفاس. الأخيرة (دار ماغانيا) لا تزال حتى اليوم، وآليتها تم بناؤها. الساعة الأوروبية الأولى التي تُوظف هذه المسننات المعقدة كانت الساعة الفلكية التي أنشأتها جيوفاني دي دوندي في حوالي عام 1365. مثل الصينين، المهندسون العرب في ذلك الوقت أيضا وضعوا آلية ميزان الساعة التي وظفوها في بعض ساعاتهم المائية. آلية ميزان الساعة كانت في شكل نظام-رأس ثابت، في حين عوامات ثقيلة استخدمت للترجيح.

## التصميمات الحديثة للساعات المائية

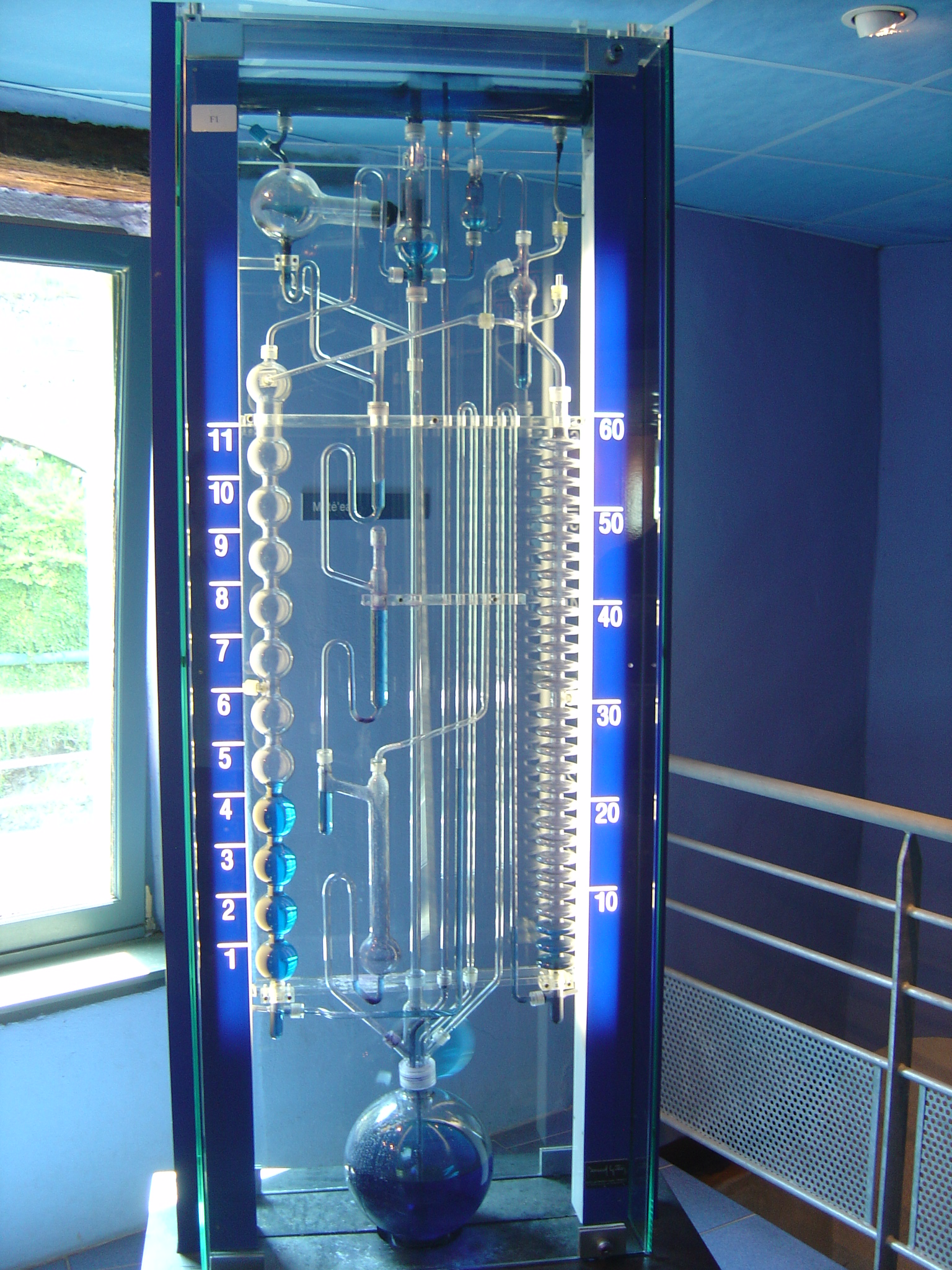
الساعة المائية لبرنارد غيتون Bernard Gitton

لا يوجد سوى عدد قليل من الساعات المائية الحديثة اليوم. في عام 1979، بدأ العالم الفرنسي برنارد جيتو Bernard Gitton بصناعة الساعة المائية الخاصة به، والتي تشكل في يومنا هذا منهج للساعة المائية التاريخية. تصميماته الفريدة لأنابيب الزجاج يمكن العثور عليها في أكثر من 30 موقعا في جميع أنحاء العالم، بما في ذلك واحدة في متحف انديانابوليس للأطفال في انديانابوليس، انديانا، وإجواتمي Iguatemi للتسوق في بورتو أليغري، البرازيل. وهناك غيرها من التصاميم الحديثة من الساعات المائية، بما في ذلك ساعة الوادي العظيم المائية في ولاية كولورادو، ومول وودغروف Woodgrove في ننيمو، كولومبيا البريطانية، وفي مطار أبوتسفورد في أبوتسفورد، كولومبيا البريطانية.
تصاميم جيتون Gitton تعتمد على الجاذبية الأرضية العاملة على تشغيل عدة أنابيب مياه؛ على سبيل المثال، بعد أن يصل منسوب المياه في أنابيب العرض للدقائق أو للساعات إلى حد معين، يبدأ الأنبوب الفائض بالعمل كما لو كان أنبوب ري وبالتالي يفرغ الأنبوب من الماء.يتم حفظ الوقت الفعلي من قبل بندول مدرّج يُشغَّل عن طريق تيار مياه منقول من خزان الماء التابع للساعة المائية.البندول له وعاء مصنوع بعناية شديدة وملحق به، وهذ الوعاء يقيس كمية الماء المسكوبة في نظام عرض الوقت.
اليوم، استخدام تدفق المياه لتشغيل الساعة أصبح نادرا ما يمارس، واستخدامه يكون فقط من أجل العرض والإبداع أكثر منه من أجل الدقة العملية، ومثال على ذلك هورنسبي الساعة المائية في سيدني، أستراليا.

## قائمة المراجع
نظرة عامة عن الساعات المائية وغيرها من الات الوقت
- بارنيت، جو إلين. في الوقت البندول: عن المزاول لالساعات الذرية، وتاريخها المدهش لحساب الوقت، وكيف لدينا اكتشافات غيرت العالم. الجلسة الكاملة للصحافة، نيويورك، 1998. ردمك 0-15-600649-9
- بروتون، اريك. التاريخ من ساعات وساعات. 1979. ردمك 0-8478-0261-2
- Cowan، Harrison J. (1958). "Time and Its Measurement: From the stone age to the nuclear age". Ohio: The World Publishing Company. {{استشهاد بدورية محكمة}}: الاستشهاد بدورية محكمة يطلب |دورية محكمة= (مساعدة)
- Dohrn-van Rossum، Gerhard (1996). History of the Hour: Clocks and Modern Temporal Orders. Trans. Thomas Dunlap. The University of Chicago Press. OCLC:33440282. {{استشهاد بكتاب}}: الوسيط غير المعروف |الرقم المعياري= تم تجاهله يقترح استخدام |ردمك= (مساعدة)
- K. هيغنز، D. مينر، اة ي سميث، الديسيبل سوليفان (2004)، والسير عبر الزمن (الإصدار 1.2.1). [أخبار] المتوفرة: http://physics.nist.gov/time [2005، 8 ديسمبر]. المعهد الوطني للمعايير والتكنولوجيا، غايثرسبيرغ، دكتوراه في الطب.
- جيسبيرسن، وجيمس فيتز راندولف، جين. «عن المزاول لالساعات الذرية: فهم الوقت والتكرار.» الثانية طبعة منقحة، 1999. ردمك 0-486-40913-9
- ملك، ديفيد أ. «نحو التاريخ من العصور القديمة لعصر النهضة من الساعات الشمسية وغيرها من الصكوك الخاصة الحساب الوقت من الشمس والنجوم.» حوليات العلوم، وفرانسيس تايلور. V. 61، ارقام أخرى. 3.يوليو 2004. ص. 375-388. دوى: 10.1080/00033790310001642795.
- لاندز، د. الثورة في التوقيت. مطبعة جامعة هارفارد (1983).
- McNown، شبيبة «عندما الوقت متدفق: قصة Clepsydra». لا Houille بلانش، 5، 1976، 347-353. ردمد 0018-6368
- ملحم، أولا ويليس وأدوات ضبط الوقت بما في ذلك الوقت والتاريخ، والبناء، والعناية، ودقة الساعات والساعات. شركة ماكميلان، نيويورك 1945.
- ريس، ابراهام. «ريس لساعات، ساعات، وChronometers 1819-20». تشارلز إي تاتل الشركة، شركة عام 1970.
- ريتشاردز، على سبيل المثال «تعيين التوقيت المحلي: والتقويم وتاريخها». مطبعة جامعة أكسفورد، 1998.
- تولمين، ستيفن & Goodhead، J. اكتشاف الوقت. مطبعة جامعة شيكاغو، 1999. ردمك 0-226-80842-4
- Turner، Anthony J. (1984). The Time Museum. Rockford [Ill.]: The Museum. ج. I: Time Measuring Instruments, Part 3: Water-clocks, Sand-glasses, Fire-clocks. OCLC:159866762. {{استشهاد بكتاب}}: الوسيط غير المعروف |الرقم المعياري= تم تجاهله يقترح استخدام |ردمك= (مساعدة)

الساعات المائية العربية والإسلامية
- التل، دونالد روتلدج (ed. & العابرة.) 1976.أرخميدس «على تشييد حائط المياه ،» تيرنر & ديفيرو، باريس.
- Hill، D.R. (1981). "Arabic Water - Clocks". Syria: University of Aleppo. {{استشهاد بدورية محكمة}}: الاستشهاد بدورية محكمة يطلب |دورية محكمة= (مساعدة)
- al-Hassan، Ahmad Y.؛ Hill، Donald R. (1986). Islamic Technology: An Illustrated History. Cambridge University Press. OCLC:13332728. {{استشهاد بكتاب}}: الوسيط غير المعروف |الرقم المعياري= تم تجاهله يقترح استخدام |ردمك= (مساعدة)
- التل، دونالد روتليدج. «دراسات في العصور الوسطى الإسلامية التكنولوجيا: من فيلو لآل الجزري -- من الإسكندرية إلى ديار بكر». (سلسلة الدراسات التي يتم جمعها، 555)
- ملك، D. Mikat. «جولتي الفلكي». موسوعة الإسلام. 7، بريل، (1990) وأعيد طبعه في الفصل الخامس الملك، D. «علم الفلك في خدمة الإسلام فاريوروم». 1993

البابلي الساعات المائية
- انجلند، ر. "ضبط الوقت الإدارية القديمة في بلاد ما بين النهرين ". دورية للمجلس الاقتصادي والاجتماعي التاريخ المشرق، V. الحادي والثلاثين، 31 (1988) 121-185.
- Fermor، جون، وستيل، جون م. «تصميم البابلي waterclocks : الفلكي والأدلة التجريبية». الظلمان. المجلة الدولية لتاريخ الرياضيات، العلوم، والتكنولوجيا. مج. 42 العدد 3، ص. 210-222. يوليو 2000. دار نشر بلاكويل.
- Høyrup، J. «وثمة ملاحظة على Waterclocks والسلطة من نصوص». أرشيف für Orientforschung، 44/45 (1997/98)، 192-194 (*).
- ميشال Nozières، C. «الألفية الثانية البابلية حائط المياه: دراسة البدنية». قنطورس، المجلد. 42، العدد 3، ص. 180-209. يوليو 2000.
- Neugebauer، Otto (1947). "Studies in Ancient Astronomy. VIII. The Water Clock in Babylonian Astronomy". Isis. ج. 37 ع. 1/2: 37–43. DOI:10.1086/347965. JSTOR الارتباط. أعيد طبعه في Neugebauer (1983)، ص. 239-245 (*).
- السعر، ديريك deSolla. العلم ومنذ بابل. مطبعة جامعة ييل، نيو هيفن 1976.
- Teresi، ديك. «فقدت الاكتشافات: الجذور القديمة للعلوم الحديثة -- من البابليين إلى مايا». سايمون اند شوستر، نيويورك 2002.
- فان دير Waerden، بارتل Leendert، «علم الفلك البابلي: الثالث. في أول الفلكية الحسابية». مجلة دراسات الشرق الأدنى، 10 (1951)، 20-34 JSTOR الارتباط.

الساعات المائية الصينية
- ورج، ريتشارد ب. «الخازني في ميزان ساعة والصينية Clepsydra القبان». المحفوظات Internationales d' في التاريخ العلوم، يونيو 1981، 31 : 183-189.
- نيدام، ياء، لينغ، ووكر، ودي Solla السعر، دي جي «البرتقالة السماوية: العظمى الفلكي ساعات من الصين في القرون الوسطى». 2nd الطبعة. 1986. ردمك 0-521-32276-6.
- Needham، Joseph (1995). Science & Civilisation in China. Cambridge University Press. ج. III: Mathematics and the Sciences of the Heavens and the Earth. OCLC:153247126. {{استشهاد بكتاب}}: الوسيط غير المعروف |الرقم المعياري= تم تجاهله يقترح استخدام |ردمك= (مساعدة)
- Needham، Joseph (2000). Science & Civilisation in China. Cambridge University Press. ج. IV:2: Mechanical Engineering. OCLC:153247141. {{استشهاد بكتاب}}: الوسيط غير المعروف |الرقم المعياري= تم تجاهله يقترح استخدام |ردمك= (مساعدة)
- تشيوان، ويونيو «البحوث على نطاق ودقة من دقات الساعة المائية قي الصين القديمة.» تاريخ علم الفلك الشرقية، ص. 57-61. (وقائع ندوة الاتحاد الفلكي الدولي رقم 91 الذي عقد في نيودلهي، نوفمبر 13-16، 1985). حرره G. سواروب، حزب العدالة والتنمية حقيبة شوكلا وكانساس. مطبعة جامعة كامبريدج، كامبريدج، 1987. ردمك 0-521-34659-2.
- والش، جينيفر روبن. «الفلكية الصينية القديمة تكنولوجيز». الجمعية الفيزيائية الأمريكية، القسم الشمالي الغربي. أيار / مايو 2004. الجلسة، 21-22 أيار / مايو، 2004. بولمان، ومؤسسة التعاون.
- كلاجيت، مارشال. المصرية القديمة العلوم، المجلد الثاني: والتقويمات، وساعات، وعلم الفلك. 1995. ص. 457-462. ردمك 0-87169-214-7
- Cotterell، B. ديكسون، وتنظيم الأسرة، وكامينغا، J. «المصرية القديمة المياه الساعات: إعادة تقييم». مجلة العلوم الأثرية. مج. 13، ص. 31-50. 1986.
- Cotterell، بريان وكامينغا، يوهان. «ميكانيكا من قبل التكنولوجيا الصناعية». مطبعة جامعة كامبريدج، كامبريدج. 1990
- Fermor، جون، «توقيت الشمس في مصر وبلاد ما بين النهرين». آفاق في علم الفلك، 41 (1997)، ص. 157-167. Elsevier العلوم. دوى: 10.1016/S0083-6656 (96) 00069-4.
- Neugebauer اوتو & باركر، ريتشارد أ. «النصوص الفلكية المصرية: الثالث. Decans والكواكب والبروج، والبروج».
- البوجو الكسندر. «الساعات المائية المصرية»، إيزيس، المجلد. 25، ص. 403-425، 1936. أعيد طبعه في الفلاسفة والآلات، O. ماير، محرر والعلوم تاريخ النشر، 1976. ردمد 0021-1753
- Sloley، ريتشارد، «Clepsydrae القديمة»، مصر القديمة، 1924، ص. 43-50.
- Sloley، ريتشارد، «وسائل بدائية لقياس الزمن»، النقابة 17، 1931، ص. 174-176.

الساعات المائية الأوروبي
- Bedini، وسا «ومجزا أسطواني Clepsydra». التكنولوجيا والثقافة 3 (2):115 - 141. 1962).ردمد 0040 - 165x
- الراعي، وبناء القدرات «في العصور الوسطى الرهبانية المياه على مدار الساعة»، قديمة علم قياس الزمن، المجلد الأول، رقم 5 (1954)، ص 54-58.
- التل، دونالد روتليدج. «تاريخ الهندسة في القديم والعصور الوسطى.» لا سال، ايلينوي، فتح حانة المحكمة. 1996. ردمك 0-415-15291-7
- التل، والدكتور «المياه توليدو - ساعات من c.1075». تاريخ التكنولوجيا، vol.16، 1994، ص. 62-71
- Scattergood، جون. «الكتابة على مدار الساعة: إعادة اعمار مرة في أواخر العصور الوسطى.» استعراض الأوروبية، العدد 4 (أكتوبر 2003)، 11 : ص. 453-474 مطبعة جامعة كامبريدج (مدرسة للغة الإنجليزية، كلية ترينيتي في دبلن 2، وأيرلندا.)

اليوناني والساعات المائية
- تلة، الكونغو (ed. & العابرة.) 1976.أرخميدس «على تشييد حائط المياه ،» تيرنر & ديفيرو، باريس.
- Lepschy، أنطونيو م. «التحكم في ردود الفعل القديمة للمياه والميكانيكية حائط». المعاملات IEEE على التعليم، المجلد. 35، العدد 1، شباط / فبراير، 1992.
- Lewis، Michael (2000)، "Theoretical Hydraulics, Automata, and Water Clocks"، في Wikander، Örjan (المحرر)، Handbook of Ancient Water Technology، Technology and Change in History، Leiden، ج. 2، ص. 343–369 (356f.)، ISBN:90-04-11123-9{{استشهاد}}:  صيانة الاستشهاد: مكان بدون ناشر (link)
- النبيلة، وجاي دي Solla السعر، دي جي «المياه على مدار الساعة في برج للرياح». المجلة الأمريكية لعلم الآثار، 72، 1968، ص. 345-355.
- Woodcroft، بينيت (المترجم). «وعلم الخصائص الميكانيكية». لندن، وتايلور والتون وMaberly، 1851.
- فيتروفيوس، P. وعشرة كتب عن الهندسة المعمارية. (ام اتش مورغان، المترجم) نيويورك: منشورات دوفر، وشركة لعام 1960.

الساعات المائية الهندي
- بحث عن، N. «على الأصل الفيدية في علم الفلك الرياضي الهند القديمة». مجلة دراسات في الهند القديمة، مج 1، 95-108، 1998.
- أسطول، جي «، والهندي القديم المياه على مدار الساعة». مجلة الجمعية الملكية الأسيوية، 213-230، 1915.
- كومار، ناريندرا «العلوم في الهند القديمة» (2004). ردمك 8126120568.
- Pingree، D. «في الأصل من بلاد ما بين النهرين في وقت مبكر علم الفلك الرياضي الهندي». مجلة تاريخ علم الفلك، المجلد. 4، 1-12، 1973.
- Pingree، D. «انتعاش علم الفلك اليوناني في وقت مبكر من الهند.» مجلة لتاريخ علم الفلك، المجلد 7، 109-123، 1976.

الساعات المائية اليابانية
- Kiyoyasu، Maruyma. «Hoken شاكاى لgijutsu -- wadokei ني shuyaku sareta hoken gijutsu». Kagakushi kenkyu سبتمبر 1954، 31:16-22.

الساعات المائية الكورية
- هان، هو ويونغ نام، ومون هيون. «إعادة إعمار الكرات Armillary من منتصف تشوسون: وحائط Armillary من يى Minchol». Hanguk Kwahaksa Hakhoeji (مجلة تاريخ العلوم الجمعية الكورية) 19.1 (1997): 3-19. (باللغة الكورية)
- هاهن، يونغ هو، وآخرون. "حائط الفلكي من سلالة تشوسون: الملك سيجونغ لHeumgyonggaknu. Kisulgwa Yoksa (مجلة الجمعية الكورية للتاريخ والتكنولوجيا والصناعة) 1.1 (2000): 99-140. (باللغة الكورية).
- هونغ، Sungook «مراجعة كتاب: الكورية المياه حائط:» Chagyongnu «، وضرب Clepsydra، والتاريخ من التحكم وهندسة الآلات». التكنولوجيا والثقافة—المجلد 39، العدد 3، يوليو / تموز 1998، ص. 553-555
- نام، ومون هيون. «Chagyongnu : التلقائية ضرب المياه على مدار الساعة». كوريا اليومية، 30.7 (1990): 9-21.
- نام، ومون هيون. الكورية المياه حائط: Jagyongnu، وClepsydra ضرب والتاريخ من التحكم وهندسة الآلات. سيول: كونكوك جامعة أكسفورد، 1995. (باللغة الكورية)
- نام، ومون هيون. على BORUGAKGI من دون كيم—مبادئ وهياكل JAYEONGNU. Hanguksa Yeongu (دراسات في تاريخ الكورية)، 101 (1998): 75-114 (باللغة الكورية)
- نام، ومون هيون. جانغ يونغ شيل، وJagyeongnu—إعادة بناء التاريخ قياس الوقت من Choseon الفترة. جامعة سيول الوطنية برس، 2002. (باللغة الكورية)
- نام، ومون هيون جيون وسان وون. «نظم حساب الوقت المبكر من سلالة تشوسون». وقائع المؤتمر الدولي الأول لعلم الفلك الشرقية، من قوه Shoujing إلى الملك سيجونغ، سيول، أكتوبر 6-11، 1993، وسيول، جامعة يونسي برس، 1997. 305-324.
- نيدام، جوزيف، الميجور جون S. & غواي - جن»، لو. «قاعة الوثائق السماوية: الكورية الآلات الفلكية وحائط، 1380-1780». كمبريدج [كامبريدجشاير] ؛ نيويورك: مطبعة جامعة كامبريدج، 1986. ردمك 0-521-30368-0
- Hyeonjong Shillock (الحقيقية للالوثائق الملك Hyeonjong)، 1669
- Jungjong Shillok (الحقيقية للالوثائق الملك Jungjong)، 1536.
- سيجونغ Shillock (الحقيقية للسجلات الملك سيجونغ)، الفصل. 65، 1434 م، والفصل. 80، م 1438.

الساعات المائية ما بين النهرين
- براون، ديفيد R. Fermor، جون، ووكر، كريستوفر فرنك بلجيكي «، والساعة المائية في بلاد ما بين النهرين» {العراق وسوريا}. أرشيف für Orientforschung، و46/47 (1999/2000)
- تشادويك، R. «أصول علم الفلك وعلم التنجيم في بلاد ما بين النهرين». علم الفلك الأثريالثور. الظهور القوس. خامسا 7:1-4، P. 89، 1984. كنودسن الببليوغرافية الرمز: 1984BuCAr... 7... 89C
- Fermor، جون، «توقيت الشمس في مصر وبلاد ما بين النهرين». آفاق في علم الفلك، 41 (1997)، 157-167. Elsevier العلوم. دوى: 10.1016/S0083-6656 (96) 00069-4.
- ووكر، وكريستوفر بريتون، جون. «علم الفلك وعلم التنجيم في بلاد ما بين النهرين». [بمب]، 1996 (خاصة ص 42-67)

الساعات المائية الحالية اليوم
- Gitton، برنار. «حان الوقت، مثل تيار everflowing». العابرة. Mlle. آني Chadeyron. أد. أنتوني راندال. قياس الزمن مجلة 131.12 (يونيو 1989): 18-20.
- تايلور، وروبرت. «تايوان الوقواق أكبر وعلى مدار الساعة؟: إعادة خلق الفلكي التحفة الفنية». نسخة محفوظة 5 مارس 2016 على موقع واي باك مشين. Sinorama مجلة. 3-15-2006
- شوان، وغاو. «المبدأ بحوث والتعمير التجربة من برج الساعة الفلكية قي الصين القديمة.» دعوى لل11th المؤتمر العالمي في علوم الآلة والآلية. 18-21 أغسطس، 2003. تيانجين، الصين

ومن المواضيع الأخرى في الساعات المائية والمواد ذات الصلة
- Goodenow، J. أور، R. وروس، D. "نماذج رياضية للمياه حائط ". معهد روتشستر للتكنولوجيا
- Landels، جون ج. «المياه وساعات قياس الزمن القديم في العصور القديمة». المسعى 3 (1):32 - 37. 1979. ردمد 0160-9327
- المطاحن، وألف ألف "<35:NWCATF>2.0.CO;2-I نيوتن حائط المياه وميكانيكا الموائع من Clepsydrae[وصلة مكسورة] ". ويلاحظ والوثائق الرسمية للجمعية الملكية في لندن. 37 (1):35 - 61. 1982. ردمد 0035-9149
- Neugebauer اوتو. في العلوم الدقيقة في العصور القديمة. منشورات دوفر، نيويورك 1969.
- سارما، ريال، «إعداد المياه على مدار الساعة لمعرفة الوقت من الزواج.» في دراسات في التاريخ من العلوم الدقيقة التي أقيمت على شرف ديفيد Pingree، éd. الفصل. بورنيت، وجيه بي Hogendijk، K. Plofker، M. يانو، ليدن، بوسطن، 2004، ص. 302-330.
- سنيل، ودانيال. «الحياة في الشرق الأدنى القديم، 3100-332 قبل الميلاد» ردمك 0-300-07666-5.

الموارد غير الإنجليزية
- بيلفينغر، غوستاف، ويموت Doppelstunde babylonische : Eine chronologische Untersuchung (Wildt، شتوتغارت، 1888).
- بوركهارت، لودفيج. 1920. «يموت Altägyptische Zeitmessung». (المصرية القديمة لقياس الوقت). برلين / لايبزيغ.
- Daressy، G. «Deux clepsydres التحف»، المكتب الدولي للمعارض، الدرجة 5، 9، 1915، الصفحات 5-16
- Ginzel فريدريش كارل، «يموت Wassermessungen دير Babylonier داس اوند Sexagesimalsystem»، Klio : Beiträge زور alten جسكهيشت، 16 (1920)، 234-241.
- بلانشو، «L' Heure الاسمية ليه Clepsydres». لا الطبيعة. pp. 55 – 59.
- Thureau - Dangin، فرانسوا، «لا clepsydre شي ليه Babyloniens [ملاحظات assyriologiques LXIX]»، المجلة d' assyriologie آخرون d' archéologie الشرقية، 29 (1932)، 133-136.
- Thureau - Dangin، فرانسوا، «Clepsydre babylonienne آخرون clepsydre égyptienne»، المجلة d' assyriologie آخرون d' archéologie الشرقية، 30 (1933)، 51-52.
- Thureau - Dangin، فرانسوا، «لو clepsydre babylonienne»، المجلة d' assyriologie آخرون d' archéologie الشرقية، 34 (1937)، 144.

## وصلات خارجية
- نيست: نزهة عبر الزمن
- مصر المائية على مدار الساعة نسخة محفوظة 28 سبتمبر 2011 على موقع واي باك مشين.
- تاريخ موجز للحائط: من طاليس إلى بطليموس
- أطفال متحف انديانابوليس للمياه على مدار الساعة
- ننيمو، ق المياه على مدار الساعة
- ريس في القاموس العالمي على المادة Clepsydra، 1819
- برنار Gitton الوقت قد حان للتدفق حائط
- confrence of Qanat in Iran - water clock in persiaآفتابد1383
- وعلى مدار الساعة الملكي خانق بريدج ووتر
- حدثت الهزة الارضية بين الصغير: Ctesibius Waterclock[وصلة مكسورة]